# Cerocala bergeri
Cerocala bergeri är en fjärilsart som beskrevs av Emilio Berio 1954. Cerocala bergeri ingår i släktet Cerocala och familjen nattflyn. Inga underarter finns listade i Catalogue of Life.